# Upper Killeyan
Upper Killeyan, auch Upper Killean, ist eine kleine Streusiedlung auf der schottischen Hebrideninsel Islay. Sie befindet sich im Südwesten der Halbinsel Oa nahe der Mull of Oa. Zu den nächstgelegenen Ortschaften zählen das einen Kilometer nördlich gelegene Lower Killeyan und das 1,5 km nordöstlich befindliche Kinnabus. Die Siedlung bildet den Endpunkt einer Straße, die über Coillabus und Cragabus nach Port Ellen führt.
Upper Killeyan selbst besteht nur aus wenigen Häusern. Im Jahre 1861 wurden in Upper Killeyan noch 61 Personen gezählt, die sich auf 13 Familien aufteilten. Hiervon waren 29 Personen männlichen und 32 weiblichen Geschlechts. Im Jahre 1882 wurden in Upper Killeyan acht unbedachte und sieben bedachte Gebäude gezählt. 1981 waren es noch zwei bedachte sowie sechs unbedachte. Berichten von 1961 zufolge existiert südlich von Upper Killeyan nahe der Küste ein etwa sieben Meter durchmessender Cairn. Spätere Untersuchungen konnten dies nicht bestätigen.